# 濃縮鈾

由上至下表示經過不同提煉後的鈾-238（藍色）和鈾-235（紅色）濃度。

浓缩铀（英語：Enriched Uranium），指经过同位素分离处理后，铀235含量超过天然含量的铀金属，与其相对的是贫化铀。

## 历史
第二次世界大战期间，美国的曼哈顿计划采用三种分离方式来提高铀-235的浓度——电磁（“电磁型同位素分离器”）、气体（“气体扩散法”）与热（“索瑞特效应”），大部分工作都在田纳西州橡树岭一地进行（橡树岭国家实验室）。

## 濃度
浓缩铀根据铀235含量的不同，可以分为高浓缩铀（HEU）（20%以上）、低浓缩铀（LEU）（2%-20%）和微浓缩铀（SEU）（0.9%-2%）。掌握生產濃度達20%以上的鈾濃縮技術後，如繼續以離心機進行鈾235及鈾238的分離，可得到鈾235濃度更高的高濃縮鈾，當铀235含量超过90%则被称为武器级浓缩铀。雖説武器级浓缩铀的铀235含量大多超过90%，但其實铀235含量只達到10%左右的浓缩铀，只要配合適當的中子源及中子反射體仍能引發核爆炸。而要使核爆炸成为可能，至少需要使铀235的浓度达到7%。

## 限制生產
不论是和平利用核能还是为了制造核武器，浓缩铀都是有需要的。但由於生產濃縮鈾是製造核彈的其中一個途徑，因此国际原子能机构希望能够控制全球各国所有铀浓缩活动，以防止核武器扩散。非核武國簽約後，裝設離心機的數量會受到限制，同時限制濃縮鈾的濃度，確保都在發電用途使用，防止生產濃度達90%可直接製造原子彈的超濃縮鈾。不過濃縮鈾只是其中一種生產核武的途徑，尚可利用重水及核反應堆生產鈽，同樣可作為生產核彈的材料，所以限制生產濃縮鈾只是限制生產核武的其中一個環節。